# Лимонницы
Лимонницы (лат. Gonepteryx) — род дневных бабочек из семейства белянок (Pieridae).
Вершина передних крыльев вытянута в острый зубец, задние крылья также с зубцом на жилке Cu1. Крылья без чёрной окраски. Половой диморфизм выражается в более светлой окраске основного фона у самок.

## Систематика
В настоящее время разными авторами в состав рода Gonepteryx включается от 7 до 14 видов.
По количеству хромосом представители рода практически не отличаются между собой — большинство таксонов имеют n = 31. Иногда это число бывает равным 32. При этом у лимонницы, например, оно варьирует от 31 до 32, то есть имеют место внутрипопуляционная изменчивость по этому признаку. Таким образом, для представителей данного рода кариотип нельзя использовать в качестве систематического признака, в отличие от некоторых других групп булавоусых бабочек, где он играет одну из главных ролей.
К роду относятся следующие виды:

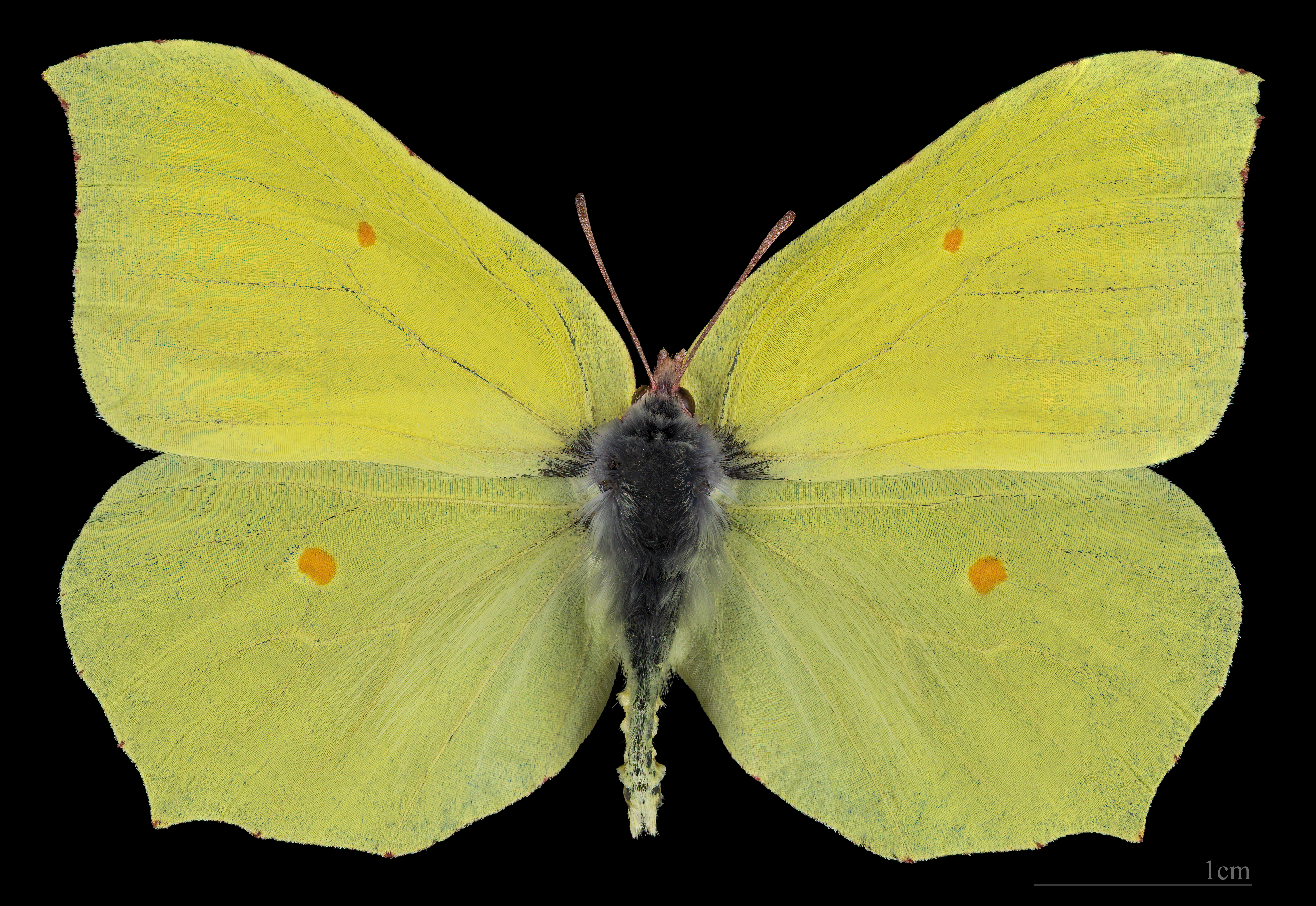
Крушинница (самец)

- Gonepteryx amintha (Blanchard, 1871) — Лимонница аминта
- Gonepteryx aspasia (Ménétriès, 1859) — Лимонница аспазия
- Gonepteryx cleobule (Hübner, 1824)
- Gonepteryx cleopatra (Linnaeus, 1767) — Лимонница клеопатра
- Gonepteryx farinosa (Zeller, 1847) — Крушинница мучнистая
- Gonepteryx maderensis (Felder, 1862)
- Gonepteryx mahaguru (Gistel, 1857) — Лимонница махагуру
- Gonepteryx maxima (Butler, 1885) — Лимонница большая
- Gonepteryx palmae (Stamm, 1963)
- Gonepteryx rhamni (Linnaeus, 1758) — Лимонница